# Salo Flohr
Salomon Mikhàilovitx Flohr (més conegut com a Salo Flohr) (Horodenka, Àustria-Hongria, actualment Ucraïna, 21 de novembre de 1908 - Moscou, 18 de juliol de 1983), fou un jugador d'escacs jueu txecoslovac, i posteriorment soviètic, que ostentà el títol de Gran Mestre des de 1950.
Va ser un heroi nacional a Txecoslovàquia durant els anys trenta, fins al punt que el seu nom va ser utilitzat per vendre molts dels productes de luxe del seu temps, incloent cigarrets Salo Flohr, sabatilles Salo Flohr i aigua de colònia Salo Flohr. Va dominar molts dels torneigs d'escacs dels anys de la preguerra i va ser considerat un candidat genuí al campionat del món d'escacs. De tota manera, el seu pacient estil posicional va ser superat pels mètodes més tàctics i aguts dels joves jugadors soviètics després de la Segona Guerra Mundial. Flohr va ser també un molt respectat escriptor d'escacs, i Àrbitre Internacional.

## Biografia

### Primers anys
Flohr va tenir una infantesa marcada per crisis personals. Va néixer a Horodenka, llavors a Galítsia (Àustria-Hongria) (però actualment part d'Ucraïna). Ell i el seu germà van quedar orfes durant la Primera Guerra Mundial després que van matar als seus pares en una massacre i tots dos van haver de fugir a la recentment formada nació de Txecoslovàquia.
Flohr es va assentar a Praga i va adquirir gradualment la reputació d'expert escaquista en jugar per diners a molts cafès de la ciutat. Durant l'any 1924, va participar en exhibicions de simultànies amb Richard Réti i Rudolf Spielmann. Molts anys després, sent ja septuagenari, encara participava amb gran èxit en aquesta especialitat.

### Primers èxits
Va guanyar els torneigs commemoratius "Memorial Kautsky" de 1928 i 1929, que es van desenvolupar a Praga, i va fer el seu debut internacional al torneig de Rogaška Slatina a Eslovènia. Allà hi va jugar molt dignament, finalitzant en segon lloc, després d'Akiba Rubinstein. Flohr va prendre un treball com a periodista d'escacs i una de les seves primeres assignacions va ser cobrir el torneig de Berlín de 1928, on hi va poder guanyar diners simultàniament com a periodista i com a escaquista premiat. Fou sisè al torneig de Bled de 1931, (el campió fou un estel·lar Aleksandr Alekhin).

### Aspirant al títol mundial
A mitjans dels anys trenta, el nivell de joc de Salo Flohr va assolir el seu cim, i va esdevenir un dels millors jugadors mundials del moment, i un dels principals aspirants al campionat del món; segons alguns llocs d'internet especialitzats, la seva puntuació Elo hauria arribat als 2680 punts el 1935. Va ser campió de Txecoslovàquia dos cops, els anys 1933 i 1936, i va jugar en molts torneigs arreu d'Europa, finalitzant generalment entre els tres primers llocs. Algunes victòries notables van ser les de Bad Sliač 1932, on va compartir el primer lloc amb Milan Vidmar; Londres també el 1932, on hi fou segon només per darrere d'Alekhin, Scheveningen el 1933; Bad Liebenwerda el 1934 amb 9½/11; Barcelona el 1935. on hi empatà al primer lloc amb George Koltanowski; Moscou 1935, on hi va finalitzar primer al costat de Mikhaïl Botvínnik, futur campió del món; Poděbrady 1936 amb un excepcional registre de +10 -1 =6; i Kemeri 1937, on va compartir el lloc màxim amb Vladimirs Petrovs i Samuel Reshevsky. Durant aquest període, va ocupar els primers llocs també en diversos altres torneigs notables, com ara Berna 1932 (empatat al segon lloc amb 11½/15, després del Campió del món Alexander Alekhin); Zuric 1934 (empatat al segon lloc amb 12/15, altre cop rere Alekhin); i Pärnu 1937 (segon darrere de Paul Felix Schmidt).
Flohr va visitar també sovint Anglaterra, on hi va jugar regularment als Torneigs de Hastings dels 1930. Hi va ser primer el 1931-32, 1932-33 i 1933-34, i campió, però compartint el lloc amb Max Euwe i Sir George Thomas, el 1934-1935). A més, va guanyar el torneig de Margate 1936, per davant de l'excampió del món José Raúl Capablanca.

### Participació en les olimpíades d'escacs
Les seves participacions les olimpíades d'escacs van ser igualment demolidores, d'acord amb les dades d'OlimpBase. Va fer el seu debut a Hamburg 1930, on Flohr va fer 14½/17 punts al primer tauler, per obtenir finalment una medalla d'argent. A casa, a Praga 1931, novament al primer tauler, hi va puntuar 11/18, i va liderar la selecció txecoslovaca a obtenir la medalla de bronze. A Folkestone 1933, novament al primer tauler, hi puntuà 9/14, i Txecoslovàquia va guanyar la medalla d'argent per equips, mentre Flohr guanyava un bronze per la seva actuació individual. A Varsòvia 1935, també al primer tauler, hi puntuà 13/17, sense cap derrota, i obtingué una medalla d'or individual, mentre l'equip acabava cinquè. Finalment, a Estocolm 1937, novament al primer tauler, hi puntuà 12½/16, i obtingué la medalla d'or. En cinc olimpíades, va guanyar dues medalles d'or individuals, una d'argent i una de bronze, i va portar al seu país a aconseguir les medalles de bronze el 1931 i d'argent el 1933. La seva puntuació total fou de 60/82, un 73% de puntuació contra els millors jugadors del món del moment.

### Resultats en matxs
Flohr va gaudir de l'èxit en diversos matx individuals i va disputar-ne dos contra els seus principals rivals per l'honor de ser el reptador del campió del món (Alexander Alekhin). Va empatar un matx a 16 partides contra Max Euwe el 1932 (+3 -3 =10) i un altre contra Botvínnik a l'any següent (+2 -2 =8). No obstant això, Flohr va poder batre Gosta Stoltz per 5½–2½ el 1931 i, un any més tard, va derrotar estretament a Sultan Khan, el campió britànic de 1932 i 1933, per 3½–2½. Flohr també va batre Johannes van den Bosch a La Haia el 1932 per 6–2. El 1933, va guanyar dos matxs a Suïssa, el primer contra Oskar Naegeli per 4–2 a Berna, i el segon per 4½–1½ contra Henri Grob a Arosa.

### Aspirant oficial, i crisi personal
Flohr s'havia casat el 1935. El 1937, la FIDE l'havia proposat per ser el candidat oficial a enfrontar-se a Alekhin pel campionat del món. No obstant això, la Segona Guerra Mundial es va interposar i va ser impossible per Flohr reunir a Txecoslovàquia els diners requerits, de manera que els plans es van anul·lar. En el moment de la invasió nazi al seu país el 1938, Flohr, com a jueu ucraïnès-polonès, va enfrontar un seriós perill personal i juntament amb la seva família va haver de fugir primer a Suècia i després - amb l'ajut del seu amic Botvínnik - a Moscou. Aquestes tràgiques vicissituds van afectar el seu nivell escaquístic: quan va participar en el gran Torneig AVRO de novembre de 1938, el seu joc s'havia deteriorat fins al punt que va quedar últim entre els vuit participants, i això va posar punt final a les seves possibilitats de disputar un matx pel campionat del món contra Alekhin. L'AVRO deu haver estat l'únic cop en tota la història dels escacs en què els vuit millors jugadors del món es van enfrontar en un sol torneig.
Flohr es va quedar als Països Baixos a començaments de 1939, jugant en diversos petits torneigs. Va empatar als llocs 1r-3r a Amsterdam KNSB amb Max Euwe i László Szabó amb 3½/5. Empatà als llocs 3r-4t a l'Amsterdam VARA amb 3/5, mentre els campions eren Euwe i Salo Landau. Va guanyar el torneig de Baarn I amb 2½/3. Després, ell i la seva família volaren primer a Suècia, i posteriorment a Moscou, amb l'ajut del seu amic Botvínnik. Mentre era a Suècia, va empatar als llocs 1r-2n a Goteborg amb Rudolf Spielmann amb 10/11.

### Ciutadania soviètica i recuperació de la forma

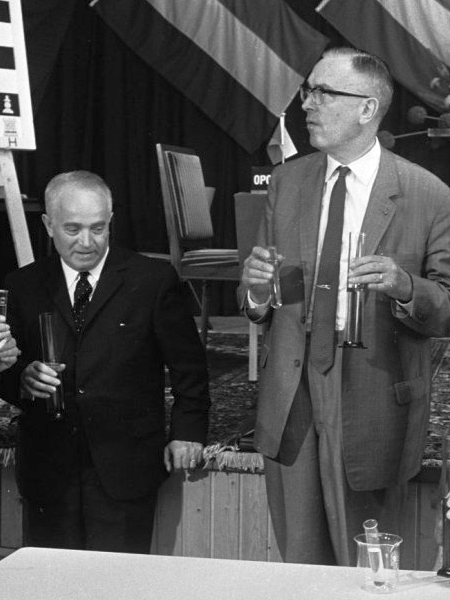
Salo Flohr (esquerra) i Max Euwe (dreta), el 1969.

Flohr va poder recuperar la forma quan obtingué seguretat a Moscou. Va guanyar el torneig de Kemeri 1939 amb una puntuació de 12/15; també guanyà el fort torneig de Leningrad/Moscou 1939 amb 12/17, per damunt de Samuel Reshevsky. empatà al segon lloc a Margate 1939 amb 6½/9 només rere Paul Keres, i després empatà al segon lloc a Bournemouth 1939 amb 8½/11, només rere l'excampió del món Euwe.
Flohr no va jugar cap dels forts torneigs soviètics oficials entre 1940–42. Va perdre un matx el 1942 contra Vladimir Makogonov a Bakú per 2–0. Va esdevenir ciutadà soviètic naturalitzat el 1942, i va desenvolupar una carrera com a escriptor al seu nou país, contribuint amb articles a un bon nombre de diaris i revistes soviètiques, com ara Ogonek. Quan la Unió Soviètica primer va aturar i a continuació va revertir la invasió nazi, de seguida va començar novament l'activitat escaquística, i el 1943 Flohr va guanyar un petit però fort torneig a Bakú. El 1944 fou victoriós novament al torneig de la Societat Bolxevic de Kíev, empatat amb Alexei Sokolsky.
També el 1944 fou 4t al 13è Campionat de l'URSS a Moscou.
Va retirar-se del Campionat de l'URSS de 1945 després de només tres partides. També el 1945 va jugar al quart tauler de l'equip soviètic en el matx per ràdio per equips entre els Estats Units i l'URSS, en què guanyà una partida i en perdé una altra contra I. A. Horowitz.
Després de la guerra, hom encara el considerava un els aspirants naturals a un possible matx pel campionat del món. Va acabar sisè a l'Interzonal de Saltsjöbaden de 1948 i va classificar-se per jugar al Torneig de candidats de Budapest 1950. Tanmateix, va compartir l'últim lloc amb 7/18 punts, i mai més es va reincorporar al cicle pel campionat del món, preferint concentrar-se en el periodisme i el seu paper com a organitzador de torneigs. Va jugar encara a alt nivell periòdicament, tant a dins la Unió Soviètica com arreu, amb algun èxit, fins a les darreries dels 1960. El 1957 fou primer al Campionat d'Ucraïna, tot i que com que era estranger, el títol fou pel primer ucraïnès, Iefim Hèl·ler. Li van concedir el títol d'Àrbitre Internacional el 1963.
Salo Flohr morí a Moscou el 18 de juliol de 1983.

## Valoració de la seva carrera
Salomon Flohr va ser un dels millors escaquistes de Txecoslovàquia de tots els temps, i va provar ser virtualment invencible en les Olimpíades dels anys trenta. El seu rècord en torneigs va ser impressionant, i la seva gran habilitat tàctica i impecable tècnica de finals li van assegurar moltes victòries famoses. El 1950, la FIDE li va concedir el títol de Gran Mestre Internacional, a la llista inaugural d'aquest títol.
Va realitzar un nombre important de contribucions a la teoria d'obertures: existeix una variant Flohr en no menys de sis obertures importants, entre elles la defensa Caro-Kann, la Ruy López, l'obertura anglesa, i la defensa Grünfeld. La variant Flohr-Zaitsev de la Ruy López tancada (1.e4 e5 2.Cf3 Cc6 3.Ab5 a6 4.Aa4 Cf6 5.0-0 Ae7 6.Te1 b5 7.Ab3 d6 8.c3 0-0 9.h3 Ab7 10.d4 Te8) fou adoptada els anys 1980 amb èxit pel Campió del món Anatoli Kàrpov.
Flohr fou en primer lloc un estrateg que va excel·lir en el final. Preferia les obertures tancades amb blanques, i durant la primera part de la seva carrera, fou especialment mortífer amb el gambit de dama. Flohr no va començar una partida amb 1.e4 pràcticament mai. Fou un dels més importants contribuidors al desenvolupament de la Caro–Kann, que havia estat una obertura obscura i no gaire ben considerada fins als 1920 quan Flohr la va adoptar.
Desafortunadament, la segona Guerra Mundial va fer impossible que disputés el títol mundial i la tensió d'haver-se convertit en refugiat per segona vegada en la seva vida va afectar el seu estil del joc: Flohr es va convertir en un escaquista extremadament cautelós en les seves partides de postguerra, cosa li va fer guanyar-se una reputació de taulífer. No va poder mantenir el nivell amb la nova generació d'estrelles soviètiques que van emergir després de la II Guerra Mundial. Jugador com ara Vassili Smislov, David Bronstein, Issaak Boleslavski, Paul Keres, Alexander Kotov, Tigran Petrossian, Iefim Hèl·ler, Mark Taimanov, Iuri Averbakh, Borís Spasski, Mikhaïl Tal, Víktor Kortxnoi, i Leonid Stein varen dominar el panorama escaquístic amb els seus estils aguts i les seves obertures innovadores.
Segons chessmetrics.com, Flohr estava entre els millors 20 jugadors del món en el període entre 1930 i 1951, llevat dels anys de guerra 1942–44 en què romangué inactiu; va arribar a estar al número 2 mundial el 1935.
És notable el fet que Flohr mai fou capaç de vèncer Alekhin en els seus enfrontaments directes, perdent-hi cinc partides i empatant-ne set en els seus dotze enfrontaments. Alekhin tenia un estil agut i tàctic, però també podia jugar molt bé posicionalment, de manera que és molt improbable que Flohr hagués pogut guanyar-li un matx, si hagués tingut l'oportunitat de disputar-lo.

## Partides notables
- Salo Flohr vs Max Euwe, Amsterdam / Karlsbad match 1932, Queen's Gambit, Exchange Variation (D36), 1–0 Una partida virtualment perfecta per les blanques, mostrant una estratègia òptima en aquesta variant.
- Mikhail Botvinnik vs Salo Flohr, Leningrad / Moscow match 1933, Caro–Kann Defence, Panov–Botvinnik Attack (B13), 0–1 Botvinnik adopta la seva línia favorita, però cau derrotat.
- Salo Flohr vs Isaac Kashdan, Folkestone Olympiad 1933, English Opening, Flohr–Mikenas Attack (A18), 1–0 Flohr adopta una de les línies que posteriorment durien el seu nom.
- Salo Flohr vs Paul Keres, Warsaw Olympiad 1935, Queen's Gambit Declined, Exchange Variation (D37), 1–0 Keres era una estrella emergent de 19 anys que feia el seu debut internacional, però no va poder fer res en aquesta partida.
- Salo Flohr vs J.R. Capablanca, Nottingham 1936, Queen's Gambit Declined, Tartakower Variation (D59), 1–0 Ni tan sols el fenomenal Capablanca, excampió del món, i guanyador ex aequo a Nottingham, no es va poder defensar contra el gambit de dama de Flohr.
- Salo Flohr vs Emanuel Lasker, Moscow 1936, Reti Opening (A06), 1–0 Exhibició posicional i sòlida en una de les variants hipermodernes més de moda.
- David Bronstein vs Salo Flohr, USSR Championship, Moscow 1944, Ruy Lopez, Open Variation (C82), 0–1 Bronstein, de només 20 anys, feia el seu debut al màxim nivell soviètic, però ha d'aprendre una lliçó aquí.
- Salo Flohr vs Tigran Petrosian, USSR Championship, Moscow 1949, Old Indian Defence (A54), 1–0 Petrossian, de 20 anys, feia el seu debut al màxim nivell soviètic, però rep una lliçó posicional.
- Salo Flohr vs Iefim Hèl·ler, USSR Championship, Moscow 1950, Reti Opening (A05), 1–0 Un altre jove mestre aprèn que el veterà Flohr encara té pegada.
- Leonid Stein vs Salo Flohr, Ukrainian Championship, Kiev 1957, Caro–Kann Defence, Flohr–Smyslov Modern Variation (B17), 0–1 Una altra demostració posicional de Flohr
- Salo Flohr vs Bent Larsen, Noordwijk 1965, Sicilian Defence, Accelerated Dragon Variation (B39), 1–0 Flohr venç un dels Candidats al títol mundial, en la seva darrera gran victòria.

## Obres i bibliografia
- 12th Chess Tournament of Nations [Olimpíada de Moscou 1956], per Salomon Flohr, Moscou, Fiskultura i Sport, 1957 (rus).
- Salo Flohr's Best Games of Chess, per Salomon Flohr (traduït del rus per Gregory S. Donges), Davenport, Iowa, Thinker's Press, 1985, ISBN 0-938650-34-3 (anglès).
- Grandmaster Flohr, per Viktor D. Baturinsky (Hg), Moscou, Fiskultura i Sport, 1985 (rus).
- Salo Flohr und das Schachleben in der Tschechoslawakei, per Helmut Wieteck, Hamburg, Neu-Jung Verlag, 2005, ISBN 3-933648-26-2 (alemany).